# 瓦德斯洛
瓦德斯洛（德語：Wadersloh，發音：[ˈvaːdɐsloː]）是德国北莱茵-威斯特法伦州明斯特行政区瓦伦多夫县的市镇，面积117.03平方千米，2023年12月31日人口为12,927人。

## 友好城市
- 德国 福隆根（德语：Faulungen）
- 法國 孔布拉耶地区马尔西亚
- 法國 内里莱班